# Pervaja Liga 1937
In 1937 werd de derde editie van de Pervaja Liga gespeeld, de tweede hoogste divisie voor voetbalclubs uit de Sovjet-Unie. In deze tijd heette de competitie nog Groep B.  De competitie werd gespeeld van 23 juli tot 12 oktober. Spartak Leningrad werd kampioen.

## Eindstand
| Plaats | Club                | Wed. | W | G | V | Saldo | Ptn. |
| ------ | ------------------- | ---- | - | - | - | ----- | ---- |
| 1.     | Spartak Leningrad   | 12   | 6 | 2 | 4 | 19:13 | 26   |
| 2.     | Dinamo Rostov       | 12   | 6 | 2 | 4 | 19:14 | 26   |
| 3.     | Temp Bakoe          | 12   | 6 | 1 | 5 | 19:14 | 25   |
| 4.     | Stalinets Leningrad | 12   | 5 | 3 | 4 | 22:18 | 25   |
| 5.     | Stalinets Moskou    | 12   | 5 | 3 | 4 | 16:17 | 25   |
| 6.     | Torpedo Moskou      | 12   | 4 | 4 | 4 | 16:18 | 24   |
| 7.     | Dinamo Kazan        | 12   | 1 | 3 | 8 | 11:28 | 17   |

|  | Kampioen |

De toenmalige namen worden weergegeven, voor clubs uit nu onafhankelijke deelrepublieken wordt de Russische schrijfwijze weergegeven zoals destijds gebruikelijk was, de vlaggen van de huidige onafhankelijke staten geven aan uit welke republiek de clubs afkomstig zijn. 

### Kampioen
| Groep B 1937                          |
| Russische SSR                         |
| ------------------------------------- |
| SPARTAK LENINGRAD Kampioen (1° titel) |